# Podarkeopsis galangaui
Podarkeopsis galangaui är en ringmaskart som beskrevs av Laubier 1961. Podarkeopsis galangaui ingår i släktet Podarkeopsis och familjen Hesionidae. Inga underarter finns listade i Catalogue of Life.